# Хотароаса (Горж)
Хотароаса (рум. Hotăroasa) насеље је у Румунији у округу Горж у општини Урдари. Oпштина се налази на надморској висини од 142 m.

## Становништво
Према подацима из 2002. године у насељу је живело 624 становника, од којих су сви румунске националности.